# Linia kolejowa Kotły – Wiejmarn
Linia kolejowa Kotły – Wiejmarn – linia kolejowa w Rosji łącząca stacje Kotły ze stacją Wiejmarn. Część linii Petersburg – Wiejmarn.
Zarządzana jest przez region petersbursko-witebski Kolei Październikowej (część Kolei Rosyjskich). 
Linia położona jest w obwodzie leningradzkim. Odcinek Kotły – łącznica z linią do Ust-Ługi jest niezelektryfikowany i jednotorowy. Pozostała część linii jest zelektryfikowana i dwutorowa.

## Historia
Linia powstała w Związku Sowieckim. Od 1991 znajduje się w granicach Rosji.